# Rhodesien-Konferenz

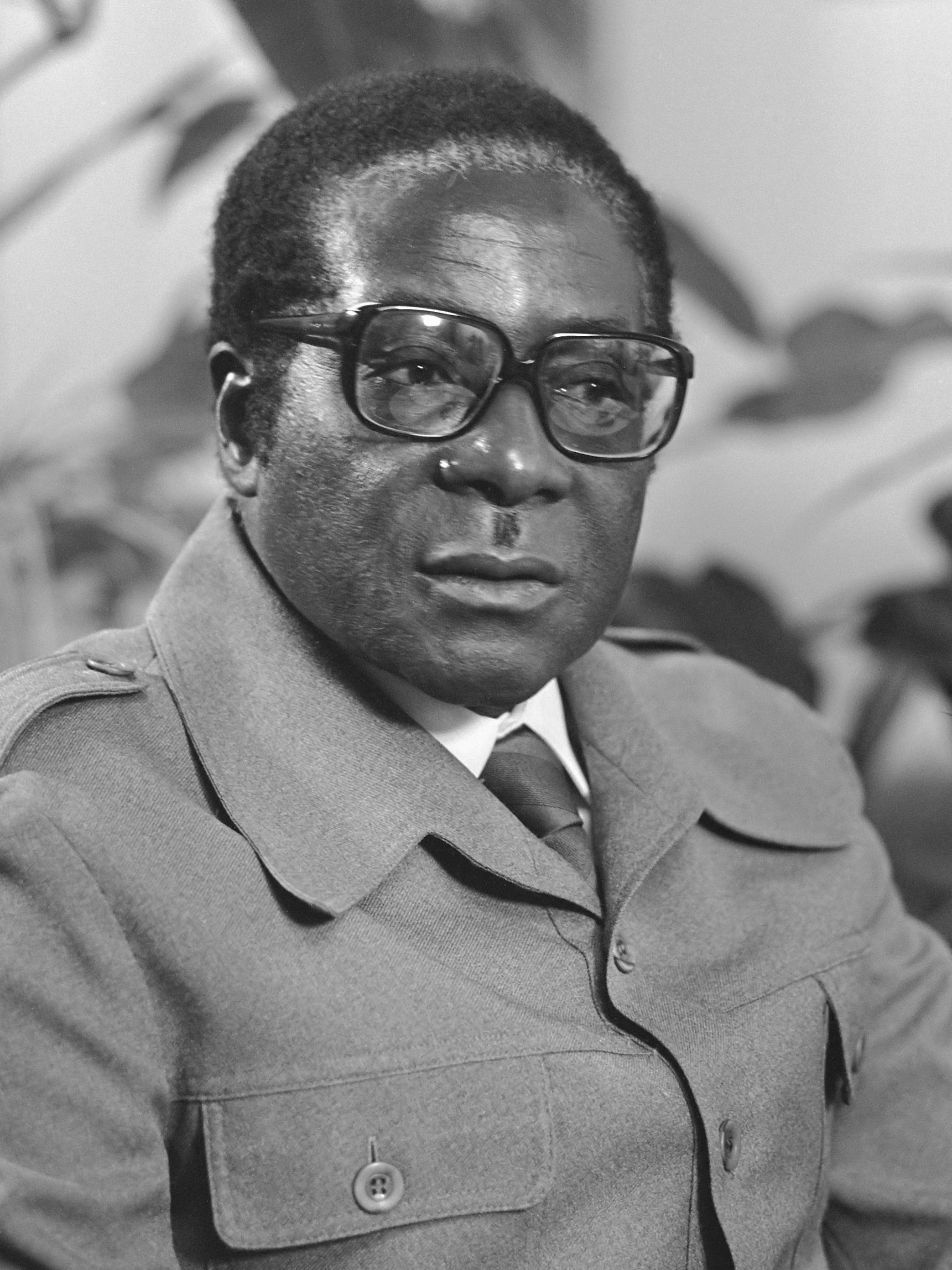
Robert Mugabe, 1979

Die Rhodesien-Konferenz fand 1976 in Genf statt. Unter britischem Vorsitz verhandelte der rhodesische Ministerpräsident Ian Smith mit den Vertretern der Patriotischen Front, Robert Mugabe (ZANU), Joshua Nkomo (ZAPU) und Bischof Abel Muzorewa (UNAC) sowie dem ehemaligen ZANU-Führer Nadabaningi Sithole, über das sogenannte  Kissinger-Paket (neue Interimsregierung gegen Waffenstillstand) und somit über die Modalitäten des Übergangs zu einer schwarzen Regierung. Die Konferenz begann am 28. Oktober 1976 und wurde am 14. Dezember 1976 ohne Ergebnis abgebrochen.

## Vorgeschichte
Der Konferenz vorausgegangen war das Ende der portugiesischen Kolonialherrschaft in Mosambik. Das öffnete den rhodesischen Befreiungsbewegungen ZANU und ZAPU ganz neue Möglichkeiten der Ausbildung in Mosambik unter der verbündeten FRELIMO. Die Guerilleros bekamen ein sicheres Hinterland und konnten über die offenen Grenzen hinweg agieren. Die Sowjetunion erhielt immer mehr Einfluss und die politischen Regeln des Kalten Krieges bestimmten fortan die Entwicklung. Das machte die Lage in Rhodesien für die USA unhaltbar, zumal die Guerilleros nun auch modernere Waffen kaufen konnten. Die rhodesische Regierung wiederum musste hinnehmen, dass die Republik Südafrika ihre Unterstützung verringerte, was sie als späte Rache für den Burenkrieg ansah, da Rhodesien rein britisch besiedelt war. Letztendlich wirkten die USA darauf hin, den Druck auf Rhodesien zu erhöhen.

## Die Konferenz
Die Konferenz scheiterte an der Uneinigkeit unter den schwarzen Führern und an der Ablehnung eines britischen Vorschlags über die Machtbeteiligung der schwarzen Bevölkerungsmehrheit durch Ian Smith. Smith kehrte am 12. Dezember nach Rhodesien zurück; die Konferenz wurde „vertagt“.

## Folgen
Die Rhodesien-Konferenz markierte 1976 den Anfang des politischen Wandels in Rhodesien. Schon 1978 übernahm Bischof Abel Muzorewa die Regierung und leitete Gespräche mit den Rebellen ein, die im Lancaster-House-Abkommen 1979 eine völkerrechtliche Regelung der Unabhängigkeit des nun in Simbabwe umbenannten Rhodesiens fanden.